# Nesomylacris relica
Nesomylacris relica är en kackerlacksart som beskrevs av Rehn, J. A. G. och Morgan Hebard 1927. Nesomylacris relica ingår i släktet Nesomylacris och familjen småkackerlackor.
Artens utbredningsområde är Jamaica. Inga underarter finns listade i Catalogue of Life.